# نادين نسيب نجيم
نادين نسيب نجيم (7 فبراير 1984 -)، ممثلة وعارضة أزياء لبنانية، وحاملة لقب ملكة جمال لبنان لعام 2004، كما تحمل الجنسية التونسية نسبة لوالدتها.

## عن حياتها
ولدت في مستشفى أوتيل ديو في منطقة الأشرفية بالعاصمة بيروت، تعود بجذورها إلى وادي البقاع وتحديداً صوب بلدة دوريس البقاعية مسقط رأس العائلة، والدها كان يعمل خياطًا رجالي وهو مسيحي الديانة على مذهب الكاثوليكية الشرقية وهي ذات الديانة التي تعتنقها، بينما والدتها تونسية مسلمة.
درست إدارة الأعمال ونالت إجازة من كلية إدارة الأعمال في لبنان[بحاجة لمصدر]. بدأت في عرض الأزياء في سن السادسة عشرة، شاركت في مسابقة ملكة جمال لبنان عام 2004 وكان ضمن تلفزيون الواقع في التلفزيون اللبناني الذي حدث لأول مرة في تاريخ مسابقة ملكة جمال لبنان ولم يكرر بعدها، حصدت اللقب بعد فوزها على منافستها لاميتا فرنجية، تأهلت بعدها للمشاركة في الكثير من المسابقات العالمية وحصلت على جائزة أجمل وجه.

### التمثيل
دخلت مجال التمثيل عندما رشحها الكاتب شكري أنيس فاخوري في عام 2009 للمشاركة في مسلسل «خطوة حب» ليكون تجربتها التمثيلية الأولى حيث حصلت على جائزة «الموريكس دور» لعام 2010. شاركت بعدها في عدد كبير من المسلسلات التلفزيونية بشكل سنوي، وظهرت في عدد من الأفلام اللبنانية.

### حياتها الأسرية
تزوجت من لاعب البوكر «هادي الأسمر» في 16 حزيران / يونيو 2012 بعد قصة حب دامت لشهور، رزقت منه بولدين هما «هافن» عام 2013 و«جيوفاني» بعام 2014، وفي سبتمبر 2019 أعلنت عن انفصالهما بشكل ودي.

## أعمالها

### من أعمال التلفزيون
| سنة الإنتاج | اسم المسلسل                      | نوعه                  | الشخصية     |
| ----------- | -------------------------------- | --------------------- | ----------- |
| 2009        | خطوة حب                          | درامي                 | داليا       |
| 2009        | رجال الحسم                       | درامي / تشويقي        | آن          |
| 2010        | مطلوب رجال                       | درامي                 | لورا        |
| 2010        | أجيال (جزئين)، الثاني عام 2012   | رومانسي               | فرح         |
| 2010        | أبواب الغيم                      | بدوي                  | طرفة        |
| 2011        | باب إدريس                        | تاريخي                | نجلا        |
| 2012        | ذكرى                             | درامي                 | حياة        |
| 2014        | عشق النساء                       | رومانسي               | أمل         |
| 2014        | لو                               | درامي                 | ليلى        |
| 2015        | تشيللو                           | رومانسي               | ياسمين      |
| 2016        | سمرا                             | رومانسي               | سمرا        |
| 2016        | نص يوم                           | بوليسي / رومانسي      | يارا (ميسا) |
| 2017        | الهيبة                           | بوليسي / رومانسي      | عليا        |
| 2018        | طريق                             | رومانسي               | أميرة       |
| 2019        | خمسة ونص                         | رومانسي               | بيان        |
| 2021        | 2020                             | بوليسي / رومانسي      | سما - حياة  |
| 2021        | صالون زهرة الجزء الثاني عام 2022 | رومانسي / لايت كوميدي | زهرة        |
| 2023        | وأخيرًا                           | رومانسي               | خيال        |
| 2024        | 2024                             | بوليسي / رومانسي      | النقيب سما  |

### في السينما
| سنة الإنتاج | الفيلم   | نوعه                   | الشخصية |
| ----------- | -------- | ---------------------- | ------- |
| 2011        | سوري مام | تشويق وإثارة           | سمر     |
| 2012        | كاش فلو  | رومانسي / تشويق وإثارة | إلسا    |

### البرامج التي قدمتها
| سنة الإنتاج | اسم البرنامج | عرض على          |
| ----------- | ------------ | ---------------- |
| 2006        | بيوتي كلينك  | تلفزيون المستقبل |
| 2012        | سيدتي        | روتانا خليجية    |

## الجوائز والألقاب
- 2004:  لبنان - توجت على اللقب في مسابقة «ملكة جمال لبنان».[16]
- 2007:  الصين - حازت على لقب أجمل وجه في مسابقة «ملكة جمال العالم».[17]
- 2010:  لبنان - جائزة ظاهرة العام بمجال التمثيل من مهرجان «الموريكس دور» عن دورها في مسلسل خطوة حب.[18]
- 2012:  لبنان - جائزة أفضل ممثلة دور أول من مهرجان «الموريكس دور».[19]
- 2015:  جامعة الدول العربية - جائزة أفضل ممثلة لبنانية حسب استفتاء «مجلة سيدتي» عن دورها في مسلسل تشيللو.[20]
- 2015:  لبنان - جائزة أفضل ممثلة لبنانية من مهرجان «الموريكس دور» عن دورها في مسلسل تشيللو.[21]
- 2016:  جامعة الدول العربية - جائزة أفضل ممثلة لبنانية حسب استفتاء «مجلة سيدتي» عن دورها في مسلسل نص يوم.[22]
- 2017:  لبنان - جائزة أفضل ممثلة لبنانية من مهرجان «الموريكس دور» عن أدوارها في مسلسلي سمرا ونص يوم.[23]
- 2018:  لبنان - جائزة أفضل ممثلة لبنانية من مهرجان «الموريكس دور» عن دورها في مسلسل الهيبة.[24]
- 2018:  الإمارات العربية المتحدة - تكريم من مؤتمر «رواد التواصل الاجتماعي».[25]
- 2019:  مصر - جائزة أفضل ممثلة عربية من مهرجان «الفضائيات العربية».[26]
- 2021:  لبنان - جائزة أفضل ممثلة لبنانية عربية في الوطن العربي من مهرجان «الموريكس دور» عن دورها في مسلسل عشرين عشرين وخمسة ونص.
- 2023 السعودية - جائزة الممثلة المفضلة عن فئة المسلسلات - عن دورها في مسلسل صالون زهرة الجزء الثاني - في مهرجان joy award

2024-تكريم في مهرجان بياف عن مجمل مسيرتها

## وصلات خارجية
- نادين نسيب نجيم على موقع IMDb (الإنجليزية)
- نادين نسيب نجيم على موقع قاعدة بيانات الأفلام العربية
- نادين نسيب نجيم على موقع قاعدة بيانات الفيلم (الإنجليزية)